# Anton-Faistauer-Preis
Der Anton-Faistauer-Preis ist ein österreichischer Kunstpreis und gliedert sich in Hauptpreis und Anerkennungspreis. Er wird durch das Land Salzburg vergeben. Der Preis ist Anton Faistauer und der Malerei gewidmet und wird seit 1972 vergeben.

## Preisträger
| Jahr | Hauptpreis                       | Anerkennungspreis                      |
| ---- | -------------------------------- | -------------------------------------- |
| 1972 | Wolfgang Denk, Kuno Küster       |                                        |
| 1975 | Ines Höllwarth, Herbert Stejskal |                                        |
| 1977 | Johann Jascha                    |                                        |
| 1979 | Drago J. Prelog                  |                                        |
| 1983 | Wolfgang Böhm                    |                                        |
| 1987 | Johanes Zechner                  |                                        |
| 1990 | Jakob Gasteiger                  |                                        |
| 1993 | Elmar Trenkwalder                |                                        |
| 1996 | Gunter Damisch                   | Georg Bernsteiner                      |
| 1999 | Suse Krawagna                    | Christian Macketanz                    |
| 2002 | Esther Stocker                   | Christian Hutzinger, Katrin Plavcak    |
| 2005 | Eva Wagner                       | Bertram Hasenauer, Beatrice Dreux      |
| 2008 | Gerlind Zeilner                  | Daniel Domig, Alfons Pressnitz         |
| 2011 | Tobias Pils                      | Isa Schmidlehner, Clemens Wolf         |
| 2014 | Nick Oberthaler                  | Bernhard Rappold und Georg Frauenschuh |
| 2017 | Doris Theres Hofer               |                                        |
| 2020 | Lena Göbel                       |                                        |
| 2023 | Theresa Ulrike Cellnigg          | Sarah Bechter                          |